# Forêt en Estonie
Les forêts estoniennes couvraient approximativement 22700 km² en 2003, soit un peu plus de 50 % de la surface du pays. 
Depuis 1999 seulement, des inventaires forestiers sont dressés pour obtenir des informations sur les forêts au niveau national. Avant cela, les informations étaient plutôt disponibles parcelle par parcelle sans vue d'ensemble. 

On estime cependant que la superficie boisée a continuellement augmenté depuis 1940, date à laquelle elle ne couvrait que 9000 km² (soit une multiplication de la surface par 2,5 en 60-70 ans). Cette augmentation est due à la reforestation d'anciennes zones agricoles et au drainage de tourbières. Elle est associée avec une augmentation du volume de bois sur pied, qui a plus que quadruplé sur la même période pour arriver à 451 millions de m.
Les arbres les plus communs sont le Bouleau, le Pin sylvestre et l'Épicéa commun, qui représentent chacun près d'un quart du bois sur pied. Les Peupliers ainsi que les Aulnes blancs et surtout glutineux, forment la majorité du dernier quart.  
Les conifères sont majoritaires sans les forêts gérées pas l'état (62 % de la surface).    
On peut classer les forêts d'Estonie en trois types: les forêts protégées (6 % du territoire), les forêts de protection (20 %) et les forêts exploitées pour des objectifs économiques (75 %). Une centaine de km² de ces forêts sont soumis à des régimes spéciaux en vue de la protection de biotopes importants, tout en conservant leur fonction commerciale.
Le secteur forestier est à l'origine de 6 % du PIB du pays et emploie 30 500 personnes (5 % des emplois du pays). Il est particulièrement important pour les zones rurales.  
Les feux de forêts en Estonie sont très dangereux: Près de 600 incendies de forêt ont été enregistrés en Estonie cette année. 
Une période de risque d'incendie a été déclarée pour la première fois en Estonie le 6 avril à la suite d'une période relativement chaude et sèche.
Les précautions de sécurité incendie doivent être observées lors de l'allumage d'un feu à l'extérieur, y compris dans votre propre jardin.
Les incendies ne peuvent être allumés que par vent léger et les personnes qui les surveillent doivent s'assurer que les étincelles ne se posent pas sur des matériaux inflammables. Les autorités estoniennes soulignent l'importance de veiller à ce que le feu ne se propage pas rapidement.

## Source
- « Estonia », dans Forest and Forestry in European Union Countries, par Paavo Kaimre